# صحافة استقصائية

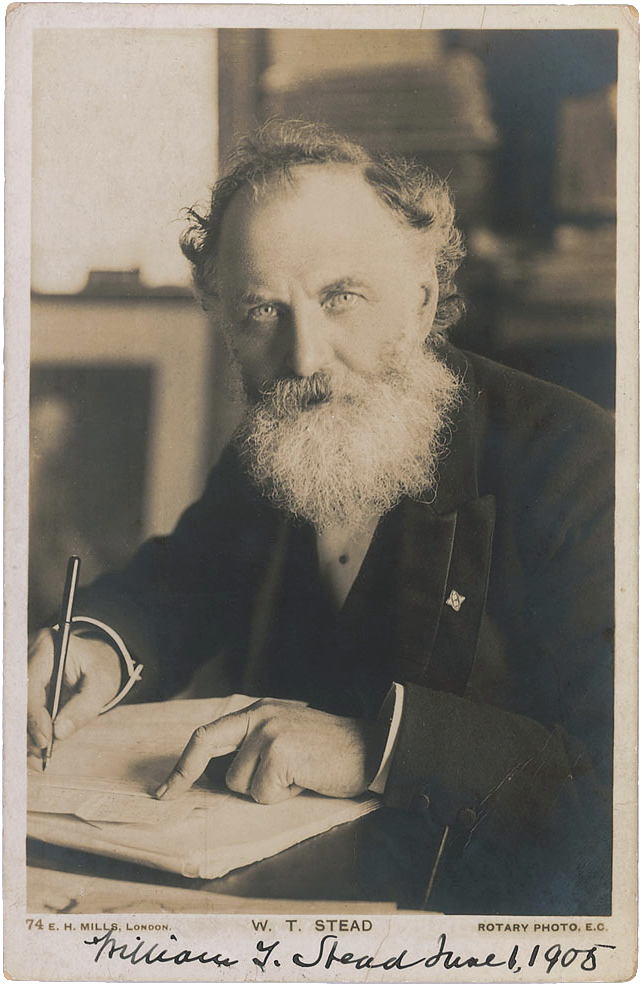

الصحافة الاستقصائية هي أحد أنواع الصحافة والتي يقوم فيها الصحفيون بالتحقيق في موضوع معين مثل الجرائم الخطيرة أو الفساد السياسي أو مخالفات الشركات. وقد يقضي الصحافي الاستقصائي شهورًا أو سنوات في البحث وإعداد التقرير. تعد الصحافة الاستقصائية مصدرًا رئيسيًا للمعلومات. معظم الصحافة الاستقصائية يقوم بها صحفيون يعملون لدى صحيفة أو وكالة أنباء أو عامل حر.

## البحث
يبذل في عملية البحث جهد علمي منهجي منظم يقوم على منطق علمي أقره العلماء والباحثون باعتباره طريقاً ملائما للحصول على الحقائق أو اكتشافها. والبحث العلمي يتألف من سلسلة من الخطوات أهمها بالتسلسل:
1. تحديد الإشكالية
2. وضع أسئلة وفرضيات
3. جمع البيانات والمعلومات ذات الصلة
4. اختبار الفرضيات
5. الإجابة عن الأسئلة
6. وضع تقرير الإجابة

## السرية
ليس مفاجئاً أن المعنيين بالأمر هم الأكثر ترددًا في الحديث بصراحة. أمام ذلك، كيف تتعامل مع مصادر قلقة تريد الإدلاء بتصريح بدون تسجيله؟ يشرح مات: "من المهم جداً في بداية الأحاديث هذه ضمان الحزم في العبارات التي تستخدمها عند الحديث". وما هي مستلزمات الحديث غير المسجل؟ "يعني ألا تذكر مصدرك في تقريرك. أي، في هذه الحالة، ألا تخبر الآخرين بهوية مصادرك. تحدثت إلى أشخاص كثر بدون الكشف عن هويتهم، ذلك أنه إذا كشفت هويتهم للاخرين، يصبح الكلام علنياً. من المهم جداً أن تحتفظ بنسخ مدونة بما قيل وأن تتأكد من انك حصلت على عناوين البريد الإلكتروني وعناوين منزلية وأرقام هاتفية للمصادر المهمة.

## الحياد
ليس من السهل تعريف الحياد، خصوصاً أنه يرتبط بمفاهيم أخرى كالتوازن، والموضوعية، مع ذلك يمكن وصف الحياد بأنه عدم تدخل الصحفيين في توجيه سير الأحداث، أو الانتصار لطرف على حساب الأطراف الأخرى بدون مبرر واضح ومعقول. أي أن هناك بعض الاستثناءات التي تسمح للصحفيين بعدم الحياد، أي بالانحياز لطرف دون الآخر، إذ من الصعب طلب من الصحفيين الحياد فيما يمس حقوق الإنسان مثلا، أو إبداء الحياد إزاء أعمال إرهابية واضحة.
وهذا مثال عن مسألة الحياد والتوازن:
سرعان ما وجد فريق "نيوزنايت" (نشرة المساء) أن عددا من الذين أبدوا استعدادا للحديث كانت لديهم تحفظات حيال ذلك. أضف إلى ذلك رفض رئيس البلدية إجراء مقابلة، مما أدى إلى مخاوف من أن يبدو التقرير منحازاً. وقال مات: "كان لدينا أشخاص كثيرون يريدون انتقاد رئيس البلدية، لكن لم يكن هذا الجانب من القصة لدينا. لذلك، كان علينا ان نتحدث إلى أشخاص آخرين من المجلس البلدي أكثر تعاطفا مع رئيسهم، في محاولة للحصول على وجهة النظر الأخرى، بهدف ضمان الحصول على معالجة أكثر توازنا". ونظرا لمدى خطورة التهم، كان معنا منذ البداية محامٍ من البي بي سي، وهنا يشير مات فيقول "إنكم في النهاية تبحثون عن الحقيقة"."

## سبر أغوار القصة
قد يبدي بعض المحررين الصحفيين تردداً في الخوض في تحقيق من هذا النوع. فالأمر يتطلب وقتاً ويكلف مالاً. ولا ضمانات بتحقيق نتائج. كما أن مسألة التعرض لإجراء قانوني قد تقنع الصحفي بالتحول إلى خبر أقل جدلاً. وهنا نصيحة مات في حالات مماثلة: «استمر في السعي. أحصل على أكبر قدر ممكن من التفاصيل والأدلة. ليس كافياً ان تقول» هذا يبدو مريباً«أو» ثمة أمر ما هنا، لست أكيداً«... كوّن ملفك بشكل أساسي». انه عمل صعب، والنتائج المترتبة عليه هامشها ضيق وغير فورية، كما أنها لن توصل تقريرك للبث المباشر سريعاً، لكن عندما يحدث ذلك، تكون المكافأة كبيرةً.